# Bazinul Dacic

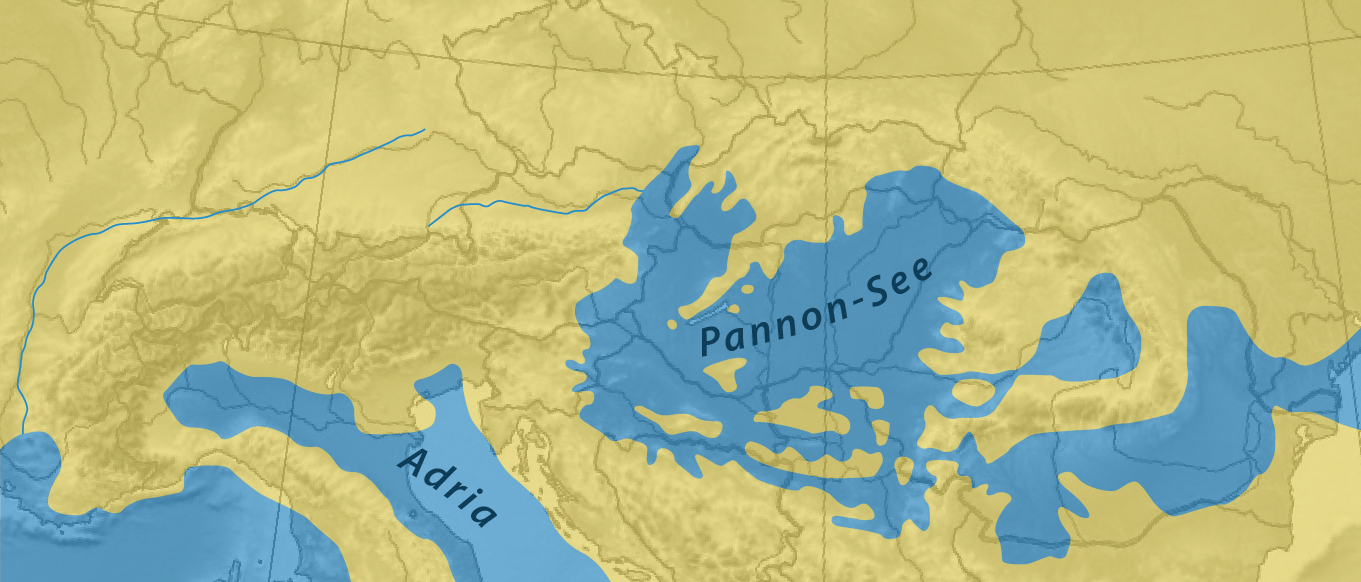
În urmă cu 11 MA î.e.n.: bazinele Panonic și Dacic

Bazinul Dacic este un bazin de sedimentare care a aparținut domeniului Paratethys, situat în partea centrală a acestuia între Bazinul Panonic la vest și depresiunea Mării Negre la est. În sens antiorar este delimitat de partea sudică a Carpaților Orientali, Carpații Meridionali, Munții Balcani, partea sudică a Platformei Moesice, Dobrogea, Platforma Scitică și Platforma Moldovenească.